# Cantagallo (Włochy)
Cantagallo – miejscowość i gmina we Włoszech, w regionie Toskania, w prowincji Prato.
Według danych na rok 2004 gminę zamieszkiwały 2813 osoby, 29,6 os./km².